# Hessy Levinsons Taft
Hessy Levinsons Taft (Berlim, 17 de maio de 1934) é uma judia que tornou-se famosa por vencer um concurso de beleza que selecionou o mais belo bebê ariano. Consequentemente, sua imagem foi bastante usada pela propaganda nazista.  
A imagem de Hessy tornou-se uma das mais subversivas do século XX, quando foi posteriormente distribuída de forma ampla pelo Partido Nazista numa variedade de materiais, como revistas e cartões postais, para promover o arianismo.
Seus pais, Jacob e Pauline (Levine) Levinsons, não tinham conhecimento da decisão de seu fotógrafo, Hans Ballin, de inscrever a fotografia no concurso até saberem que sua filha havia sido selecionada pelo ministro da propaganda, Joseph Goebbels, como a vencedora.
Temendo que os nazistas descobrissem que sua família era judaica, sua mãe informou ao fotógrafo que eles eram judeus. Hans Ballin disse à Pauline que sabia disso e, que deliberadamente inscreveu a fotografia de Hessy no concurso porque ele "desejava ridicularizar os nazistas."
Desde 2014, Hessy Levinsons Taft é professora de química na Universidade de São João de Nova Iorque. Em julho daquele ano ela disse ao jornal alemão Bild que "agora posso rir disso", "mas se os nazistas soubessem quem eu realmente era, eu não estaria viva".